# Horia Aramă
Horia Aramă (4. listopadu 1930, Jasy, Rumunsko – 22. října 2007, Constanța, Rumunsko) byl rumunský básník, esejista a prozaik, spisovatel vědeckofantastické literatury a autor literatury pro děti a mládež.
V žánru science fiction debutoval v roce 1964 povídkou „Omul care are timp“ (česky znamená „Muž, který má čas“).

## Dílo

### Romány
- Țărmul interzis (1972) – česky znamená „Zakázaný břeh“, v tomto románu autor nastiňuje následky vědeckotechnického pokroku, které vedou k vzájemnému odcizení lidí
- Pălaria de pai (1974) – česky znamená „Slaměný klobouk“
- Dumnezeu umbla desculț (1968) – česky znamená „Pánbůh chodí bos“
- Jocuri de apă (1975)

### Sbírky povídek
- Moartea păsării–săgeată (1966) – česky znamená „Smrt ptáka–střely“
- Cosmonautul cel trist (1967) – česky znamená „Smutný kosmonaut“
- Verde Aixa (1976) – česky znamená „Zelený Aixa“

### Poezie
- Scări la stele (1975)